# Aretha Franklin
Aretha Franklin (Memphis, 25. ožujka 1942. – Detroit, 16. kolovoza 2018.), bila je američka soul pjevačica. 
Rođena je kao kćer poznatog baptističkog propovjednika, a od rane dobi poučavale su je zvijezde gospela kao što su Mahalia Jackson i Clara Ward. Koncem šezdesetih Aretha je bila na vrhuncu svoje stvaralačke moći. Pjesme poput "Respect" i "Chain Of Fools" preko noći su postale klasika. Unatoč osobnim problemima, 1968. snimila je jedan od najimpresivnijih soul albuma tog razdoblja - "Lady Soul". 
Arethina karijera počela je gubiti sjaj krajem sedamdesetih, sve dok joj počasna uloga u filmu " Braća Blues " nije vratila prijašnju slavu. Osamdesete su godine bile bogate hitovima kao što su "Freeway Of Love" i "Who's Zooming Who", a pjevala je i u duetu s Georgeom Michaelom i grupom Eurythmics.
Poznata je bila po tome što su je zvali "Kraljica Soula", a glasine su govorile da joj glas ima raspon od četiri oktave. S njom uspoređuju i mladu englesku pjevačicu Joss Stone. Njeno kumče je Whitney Houston, bila je udana i ima 4 sina, te je osvojila čak 19 Grammya.Na njenim rođendanima kao glazbena gošća nastupa Chaka Khan.